# Kontroll
Kontroll è un film ungherese del 2003 diretto da Nimród Antal. Il film è stato presentato nella sezione Un Certain Regard al 57º Festival di Cannes.

## Trama
Bulcsú è un controllore della metropolitana di Budapest che mangia e dorme nei locali della metro 24 ore su 24 senza mai uscire all'esterno fin da quando è stato assunto. La sua squadra di controllori è composta dal saggio e veterano professore, dallo scarmigliato e buffo Lecsó, dal nevrotico e narcolettico Muki e dal più giovane ed inesperto Tibi. Tutti e cinque sono presi continuamente di mira venendo spesso aggrediti dai pendolari, che si rifiutano di pagare le multe se sprovvisti di biglietto.
Uno dei rivali di Bulcsú è Gonzo, un altro controllore arrogante e presuntuoso che ha avuto il lavoro grazie alle solite "conoscenze". Un giorno dopo i soliti battibecchi tra lui e la sua squadra, per dimostrare tutto il suo coraggio Gonzo lo invita a partecipare alla corsa sui binari, una famigerata prova di coraggio molto conosciuta nell'ambiente, che consiste nell'aspettare l'ultima metropolitana per i passeggeri della giornata e di saltare giù dalla banchina correndo sui binari e cercando di arrivare alla stazione successiva prima che arrivi l'espresso di mezzanotte, un treno che non fa fermate ed è l'ultimo in assoluto della giornata a rientrare al deposito.
Tibi ed un altro tizio amico di tutti e due i concorrenti, chiamato "zoppo" poiché ha perso tutte le dita del piede sinistro, assistono anche come testimoni alla stazione successiva fin quando non vedono arrivare i due con il treno che incombe dietro di loro. Bulcsú riesce a salire sulla banchina per primo e quindi vince la sfida. Accorgendosi di non avere lì vicino Gonzo si affaccia immediatamente in direzione del tunnel vedendo il rivale sui binari ormai esausto con il treno sempre più vicino a lui; con le ultime forze riesce a tirarlo sulla banchina evitando all'ultimo momento che venga travolto dal treno. Gonzo, consapevole di quello che è appena accaduto, non riesce a fare nient'altro che piangere e a farsela sotto tremando, mentre Bulcsú resta calmo e disinvolto tra le grida di stupore e acclamazione dei presenti tutte per lui.
In un'altra giornata lavorativa Bulcsú, informato dal compagno di squadra Muki di quello che sta succedendo, arrivato sul posto vede l'ennesimo caso di esasperazione presente costantemente nel suo lavoro. Il suo collega Laci, ferito dopo essere stato vittima di un'aggressione fisica da parte di un passeggero che non aveva il biglietto, davanti alla folla incredula ha preso in ostaggio il passeggero che l'aveva aggredito con un taglierino; dopo un breve colloquio nel quale Bulcsú cerca senza successo di convincere il collega prima dell'arrivo della Polizia, Laci esclama esasperato che in questo ambiente lui non ce la fa più e ormai affranto e sconfitto taglia la gola del passeggero.
Un giorno, durante un controllo di routine, si innamora di una ragazza vestita da orso chiamata Zsófi, solo dopo averla rincontrata e aver scambiato due parole con lei davanti a un distributore automatico del caffè sotto la metro scopre che è la figlia di Béla, uno dei conducenti più anziani e rispettati della metropolitana nonché amico dello stesso Bulcsú. Nel frattempo aumenta considerevolmente il numero di persone che si buttano sotto i treni della metro. In realtà non si tratta di suicidi come tutti credono: c'è un uomo incappucciato vestito di nero, la cui identità è ignota, che getta di proposito le persone sotto i treni.
Nel corso del film dopo aver incontrato Feri suo ex supervisore, ora capo d'ufficio che gli confida che tutti sentono la sua mancanza, invitandolo più volte a tornare non appena egli volesse, scopriamo che Bulcsú in realtà era un brillante e promettente architetto con una carriera avviata, allontanatosi da quel mondo e dalla vita "reale" di tutti i giorni per la troppa pressione e timore di non farcela sempre.
In un'altra occasione, mentre Bulcsú insegue un passeggero (soprannominato "bomboletta spray" perché si diverte a spruzzare addosso ai controllori il contenuto delle sue bombolette) questi viene gettato sotto un treno dall'"uomo in nero". Bulcsú, a causa del suo incubo ricorrente di questa figura, non riesce a catturare l'assassino, e quando viene convocato e messo in discussione dai piani alti si rifiuta di rivelare i dettagli dell'incidente e i motivi del perché vive nei locali della metro al capo generale della società dei trasporti. Quando costui lo minaccia di divulgare il filmato dell'incidente, che mostra il solo Bulcsú invece che il filmato originale dove si vede chiaramente l'assassino che butta di sotto "bomboletta spray", si dimette dal suo lavoro. Muki, venendo a sapere delle sue dimissioni, insinua poi che lui è l'assassino, citando il suo continuo vivere nei locali della metro e accusandolo di avere gli stessi problemi mentali di Laci; Bulcsú andandosene infuriato lo spinge lasciando ormai la sua ex squadra.
La sera stessa si presenta ad una festa in maschera organizzata dalla società nei locali della metro in cui è presente anche Zsófi. Riconoscendo l'"uomo in nero" gli intima di fermarsi ma costui infierisce contro Bulcsú dando vita a una dura e violenta lotta per la sopravvivenza, andando a finire sui binari. Nella penultima scena si vedono i due che corrono sui binari della metro con un treno che sta arrivando alle loro spalle finché Bulcsú riesce a uscire dal tunnel raggiungendo la successiva stazione mentre l'uomo in nero soccombe sotto il treno, decretando la fine di un incubo e la sua vittoria personale.
Solo dopo questo evento Bulcsú ritroverà il coraggio di uscire dalla metro mano nella mano con l'amata Zsofi, ora vestita da angelo, pronto a riprendersi il suo posto che conta nella vita di tutti i giorni.

## Produzione
Antal incontrò diversi problemi per girare il film. Innanzitutto le riprese dovevano essere effettuate durante la chiusura al pubblico della metro, vale a dire tra le 23:30 e le 4:30; in secondo luogo il comportamento bizzarro che nel film veniva attribuito ai controllori non piaceva all'Autorità dei trasporti di Budapest (BKV), che tuttavia accettò di consentire le riprese con la clausola di far precedere il film da un disclaimer letto da un dirigente del BKV e di garantire biglietti gratuiti per lo spettacolo cinematografico a tutti i controllori. Le riprese iniziarono nei primi mesi del 2003, tutte esclusivamente nei locali della metropolitana. Date le poche ore libere per poter girare, la produzione durò fino alla metà di giugno. Alla prima del film in sala riscosse un buon successo soprattutto dagli stessi controllori colpiti dal fatto che fino ad allora nessuno mai li aveva raccontati in un film.

## Colonna sonora
Per la colonna sonora il regista Nimród Antal si è affidato alla band ungherese Neo, i quali hanno inciso per l'occasione un'EP chiamato proprio "kontroll" riscuotendo un gran successo in Ungheria e Polonia scegliendo per il film queste tracce:

### Tracce
1. Kontroll
2. It's Over Now
3. Everybody Come On
4. Metro
5. A Familar Face
6. Wanderson
7. Sinfutas
8. Szerelem

## Distribuzione
Il film è stato prodotto da Cafè Film ed è stato presentato ad innumerevoli festival cinematografici in Europa e in America settentrionale, riscuotendo un grande successo soprattutto al Festival di Cannes.

## Accoglienza

### Critica
"Erano vent'anni che un film ungherese non partecipava al Festival di Cannes. Kontroll di Nimród Antal l'ha fatto nel 2004, iniziando da lì una impressionante campagna di rastrellamento premi proseguita un po' ovunque. Tutto strameritato perché questa fantasia surreale ambientata nei locali sporchi della metropolitana di Budapest è un'avventura ricca di energia visiva, umorismo e personaggi bislacchi. Kontroll è barocco, cinico, divertente e sentimentale. Con un protagonista (Sándor Csányi) indimenticabile che prende stoicamente le botte per tutto il film. È nato un nuovo promettente cineasta europeo. E ha solo trentadue anni."
"Il Messaggero"

### Incassi
La produzione del film ha avuto un budget di 100,000,000 HUF (Fiorino ungherese) e per il solo mercato americano ha incassato 1 277 800 dollari risultando uno dei film esteri più gettonati al box office. Nel mercato europeo è andato ancora meglio attestandosi su 11 546 807 euro.

## Riconoscimenti
- 2004 - Festival di Cannes
  - Premio dei giovani
  - Miglior sceneggiatura e miglior musica
- 2004 - Chicago International Film Festival
  - Gold Hugo a Nimród Antal
- 2004 - Copenhagen International Film Festival 
  - Migliore regia a Nimród Antal
  - Migliore Cinematografo a Gyula Pados
- 2004 - European Film Awards
  - Nomination come miglior regista a Nimród Antal
- 2004 - Warsaw International Film Festival
  - Premio del pubblico
- 2004 - Hungarian Film Critics Awards
  - Migliore attore a Sándor Csányi
- 2004 - Hungarian Film Week
  - Premio della critica "Gene Moskowitz"" a Nimród Antal
  - Migliore Cinematografo' a Gyula Pados
  - Film più popolare a Tamás Hutlassa
  - Premio alla memoria Sándor Simó a Nimród Antal
- 2004 - Cottbus Film Festival of Young East European Cinema
  - Premio FIPRESCI a Nimród Antal
- 2004 - Brothers Manaki International Film Festival
  - Premio Silver Camera 300 a Gyula Pados
  - Premio studentesco della giuria" a Gyula Pados
- 2004 - Aubagne International Film Festival
  - Mozart Prize of the 7th Art ai Neo
- 2005 - Annonay International Festival of First Films
  - Premio della giuria a Nimród Antal
  - Nomination al Gran premio della giuria a Nimród Antal
- 2005 - Fringe Report Awards
  - Migliore attore a Sándor Csányi
- 2005 - Mexico City International Contemporary Film Festival
  - Migliore attore a Sándor Csányi
- 2005 - Philadelphia Film Festival
  - Premio dell'audience a Nimród Antal
- 2006 - Golden Trailer Awards
  - Nomination come miglior trailer di un film estero a Nimród Antal
- 2006 - Polskie Nagrody Filmowe
  - Nomination come miglior film europeo a Nimród Antal
- 2006 - Sannio FilmFest
  - Premio come miglior film a Nimród Antal

## Curiosità
- Il film è interamente ambientato nella metropolitana di Budapest; il termine "Kontroll" si riferisce all'atto dei controllori di accertarsi della validità dei titoli di viaggio.
- L'auto indicata da Muki e Béla come pubblicità progresso è una Alfa Romeo 156.
- Un chiaro riferimento al film è presente in "Just Sex and Nothing Else" girato due anni più tardi sempre con Sándor Csányi in qualità di protagonista, dove in una scena in metropolitana attirato da un buffo comportamento viene fermato da un controllore che gli chiede di esibire il biglietto o l'abbonamento.
- L'attore Zsolt Nagy torna a vestire nuovamente i panni di un controllore della metropolitana nel film "Just Sex and Nothing Else" girato due anni più tardi.
- Il 5 settembre 2017 viene rilasciato il trailer ufficiale di "Kontroll 2" non venendo ancora specificato dagli autori se è un remake o un continuo del primo film.
- Un Cameo del film è presente in "Atomica bionda" del regista David Leitch con protagonista Charlize Theron, dove in una scena si vedono lei e James McAvoy che sono nello stesso condotto di ventilazione al buio dove andava Bulcsú (Sándor Csányi).